# Cees Korvinus
Cees Korvinus (Medan (Indonesië), 27 februari 1950) is een advocaat te Amsterdam, gespecialiseerd in het strafrecht. Tevens is hij voorzitter geweest van de omroepvereniging VARA.

## Loopbaan
Cees Korvinus studeerde van 1970 tot 1977 rechten aan de Rijksuniversiteit Utrecht. In 1977 begon hij als advocaat, sinds 2011 is hij partner bij Korvinus Van Roy & Zandt Advocaten te Amsterdam. In de loop der jaren kreeg hij bekendheid door zijn verdediging van notoire criminelen. Hij is lid van de Nederlandse Vereniging van Strafrechtadvocaten (NVSA) en gaf verscheidene crusussen als docent bij de opleiding VSO-Strafrecht van de Nederlandse Orde van Advocaten (NOVA). Tot voor kort was hij lid van de  Raad voor Strafrechtstoepassing en Jeugdbescherming, sectie TBS.
Bij de Tweede Kamerverkiezingen 2006 was Cees Korvinus verkiesbaar voor GroenLinks. 
Van oktober 2009 tot februari 2011 was Korvinus voorzitter van de VARA, als opvolger van Vera Keur. In het verleden heeft Korvinus bij juridische programma's van de VARA geadviseerd. Hij verleende zijn medewerking aan verschillende televisie- en radioprogramma's, waaronder 'Barend & Van Dorp', 'Pauw & Witteman', 'Pro Deo', '16 miljoen rechters', 'NOVA' en 'Kijken in de ziel'.